# سد اینفیرنیلو
سد اینفیرنیلو (به اسپانیایی: Presa Infiernillo) یک سد خاکی و نیروگاه برقابی در مکزیک است که در گررو واقع شده‌است.